# دوري آزادغان 2009–10
دوري آزادغان 2009–10 هو موسم من دوري آزادغان. فاز فيه نادي شهرداري تبريز.